# Ministerio Federal de Cooperación Económica y Desarrollo (Alemania)
El Ministerio Federal de Cooperación Económica y Desarrollo (en alemán: Bundesministerium für wirtschaftliche Zusammenarbeit und Entwicklung, abreviado BMZ) es un departamento ministerial de la República Federal de Alemania. Su sede principal se encuentra en la antigua Cancillería alemana en Bonn con una segunda oficina principal (denominada Europahaus) en Berlín.
Fundado en 1961, el Ministerio trabaja para fomentar el desarrollo económico en Alemania y en otros países a través de la cooperación y las alianzas internacionales. Coopera con las organizaciones internacionales que participan en el desarrollo, incluyendo el Fondo Monetario Internacional, el Banco Mundial, y las Naciones Unidas. La actual titular es Reem Alabali-Radovan del Partido Socialdemócrata de Alemania (SPD).

## Funciones
- llevar a cabo la política de la República Federal en el plano del desarrollo económico ;
- fomentar el desarrollo de la democracia, los derechos humanos, y la igualdad en el mundo;
- gestionar la contribución alemana a las organizaciones internacionales de desarrollo económico, como el Banco Mundial, el Fondo Monetario Internacional,  los bancos regionales de desarrollo, la Organización Mundial del Comercio y algunas de las agencias de las Naciones Unidas,  para representar oficialmente a Alemania;
- informar a la población alemana sobre los objetivos, los medios y el significado de la política de desarrollo.